# قياس الجرعات

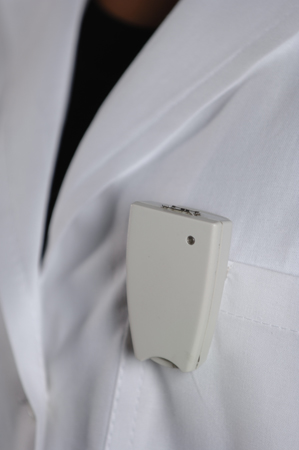

نظام قياس الجرعات (بالإنجليزية: Dosimetry)‏ هو نظام مستخدم في تحديد الجرعة الممتصة ويتألف من مقاييس الجرعات وأدوات القياس وما يقترن بها من معايير مرجعية. قياس جرعات الإشعاع هو قياس وحساب الجرعة الإشعاعية التي تتلقاها المواد والأنسجة جراء التعرض للإشعاع المؤين بشكل مباشر وغير مباشر. وذلك يدخل ضمن التخصص العلمي الفرعي في مجالات الفيزياء الصحية والفيزياء الطبية التي تركز على حساب وتحليل الجرعات الداخلية والخارجية. يتم حساب الجرعة الداخلي عبر مجموعة متنوعة من التقنيات الفسيولوجية، بينما يتم قياس الجرعة الخارجية بواسطة نظام قياس الجرعات أو الاستدلال على ذلك من الات الإشعاع الأخرى.